# William Aalto
William Eric Aalto (ur. 30 lipca 1915 w Nowym Jorku, zm. 11 czerwca 1958 tamże) – amerykański działacz komunistyczny, poeta, uczestnik hiszpańskiej wojny domowej i oficer armii Stanów Zjednoczonych.

## Życiorys
Aalto, urodził się w Bronksie w Nowym Jorku w dniu 30 lipca 1915. Jego matka, członkini Fińskiej Partii Komunistycznej, uciekła do Stanów Zjednoczonych ze względów prześladowań politycznych. Wychowała syna w duchu ideologii marksistowskiej, kontynuując działalność polityczną w lokalnych organizacjach komunistycznych. William po ukończeniu szkoły pracował jako kierowca ciężarówki i był członkiem Komunistycznej Ligi Młodych.

### Udział w wojnie w Hiszpanii
Aalto przybył do Hiszpanii w dniu 17 lutego 1937, dołączył do Brygad Międzynarodowych w Albacete. W marcu 1937, wstąpił do Komunistycznej Partii Hiszpanii. Podczas wojny zgłosił się na ochotnika do niebezpiecznych działań partyzanckich, które często wymagały tygodniową prace za linią wroga. Aalto był szkolony przez radzieckich instruktorów w zakresie stosowania materiałów wybuchowych samoprzylepnych, nieszczanie celów strategicznych tj. tory kolejowe, mosty i linie energetyczne. Jednym z celów jego oddziału było zniszczenie głównego mostu przez rzekę Albarracín. Operacja była inspiracją dla powieści Ernesta Hemingwaya Komu bije dzwon. Pod koniec 1937 roku, Aalto wziął udział w bitwie o Teruel.
W dniu 23 maja 1938, Aalto, już jako porucznik, poprowadził udaną operację amfibii na Carchuna, Motril na południowym wybrzeżu Hiszpanii, co zaowocowało uratowaniu 300 republikańskich więźniów przetrzymywanych w twierdzy Carchuna. Ten rajd stanowi jedyną w swoim rodzaju operację kiedykolwiek podjętą przez hiszpańską armię.
We wrześniu 1938 roku, Brygada im. Abrahama Lincolna została rozwiązana a Aalto wrócił do Stanów Zjednoczonych.

### Powrót do USA
W 1941 roku Aolto dołączył do Biura Służb Strategicznych. W 1942 Aalto został przeniesiony do obozu szkoleniowego w Camp Ritchie w stanie Maryland. We wrześniu 1943 roku, podczas gdy żołnierze dokonywali prace rozbiórkowe, Aalto zauważył lecący w kierunku żołnierzy granat. Chcąc uratować współtowarzyszy złapał granat który wybuchł w tym samym momencie, odrywając mu rękę w nadgarstku. Na skutek tego incydentu Aolto otrzymał rentę. Po powrocie z wojska postanowił uzupełnić swoje wykształcenie, studiując poezję na Uniwersytecie Kolumbia.
Zmarł na białaczkę w czerwcu 1958 roku i został pochowany na Long Island National Cemetery.